# Катування у Малій Рогані
«Катува́ння у Малі́й Рога́ні» — відеофайли, на яких нібито зображено катування російських солдатів українськими військовослужбовцями в селі Мала Рогань Харківського району під час російського вторгнення в Україну 2022 року. Представники українських Збройних сил назвали відео російською пропагандистською підробкою, міжнародні організації не підтвердили автентичність відео зі сценами тортур, деякі експерти вказали на ознаки підробки.

## Зміст відео
П'ятеро поранених у ноги людей у військовій формі лежать на землі зі зв'язаними руками в якомусь подвір'ї. Двоє поранених (з білими мішками на голові) у важкому стані. Їх допитують, застосовуючи тортури — штриркають зброєю у відкриту рану, звинувачують в обстрілах Харкова, з'ясовують цілі прибуття та національність; за кадром чутно розмову по радіо (російською мовою без українського акценту). Згодом із машини виводять ще трьох зв'язаних людей у військовій формі, яким одразу стріляють в ноги, вони падають; одного б'ють прикладом автомата в обличчя.

## Оприлюднення відео
Уранці 27 березня два відео, без повідомлення їхнього джерела, опублікувала у соцмережах московська журналістка Марія Дубовникова, член Ради з міжнародних справ Росії та тісно пов'язаного з Володимиром Путіним Дискусійного клубу «Валдай».

## Реакція на відео
Міжнародна гуманітарна організація Human Rights Watch закликала провести «ефективне розслідування» інформації у відеозаписах та заявила, що, в разі підтвердження катувань, інцидент буде кваліфікований як воєнний злочин. Представник Офісу Президента України запевнив, що в разі підтвердження інформації про порушення правил поводження з військовополоненими, винні будуть покарані.
29 червня 2022 р. опублікована доповідь Верховного комісара ООН з прав людини, у пункті 105 якого згадується даний інцидент як один із двох «задокументованих випадків страти без судочинства та катувань російських військовополонених, скоєні членами українських збройних сил». Проте Управління Верховного комісара не має підтверджень і сподівається на об'єктивне розслідування. Дослівно мовою оригіналу: "If deliberate and confirmed, such incidents would constitute a grave breach of the Geneva Conventions and war crimes".

### Незалежний аналіз
Виходячи з погоди та положення сонця на відео, BBC припустила, що воно могло бути знято вранці 26 березня. France 24 припускає, що відео могло бути знято між 11 і 27 березня, знову ж таки, залежно від погодних умов.
Дослідник відкритих даних Еріх Авербах стверджує, що дія відбувається на фермі в селі Мала Рогань, за 18 км на схід від центру Харкова. Цю геолокацію підтвердили Human Rights Watch і «Вашингтон пост». За два дні до появи відео, Збройні сили України повідомили про звільнення цього населеного пункту.
За даними Human Rights Watch, приналежність людей, підозрюваних у насильстві, до збройних сил чи інших збройних формувань невідома: вони одягнені в різну форму, тримають різну зброю, мають різне спорядження без явних знаків розрізнення. Люди, які на відео здійснюють насильство, мають сині пов'язки, подібні то тих, які в березні використовувалися українськими військовими, а їхні жертви — пов'язки в «російських» червоно-білих кольорах, але на відео є один з озброєних солдатів, на рукаві якого також видна біла пов'язка. За словами Ніка Рейнольдса, військового експерта Королівського об'єднаного інституту оборонних досліджень, штурмові гвинтівки на відео мають камуфляж, подібний до камуфляжу, який використовують українські сили спеціальних операцій, але зброя дещо відрізняється від усіх зразків, які він бачив раніше; він також зазначив, що обидві сторони в конфлікті застосовували зброю, захоплену в іншої сторони.
Детальний аналіз відео провів незалежний дослідник під ніком DarthAlsaceFrançaise, який доводить, що воно було постановочним: він звертає увагу на невідповідність поранень, слідів крові, наслідків пострілів, поведінки поранених зображеній на відео ситуації. На його думку, росіяни використали пару справжніх поранених солдатів для створення фальшивого відео з «катуваннями» людей, які зображують інших полонених.
Хакери Anonymous оприлюднили, нібито, наказ тимчасового виконувача обов'язків міністра оборони Росії Дмитра Булгакова від 21 березня, в якому він відмічає випадки добровільного здавання в полон, оскільки російські солдати бачать доброзичливе ставлення до них з боку українців, та вимагає «створювати та поширювати серію матеріалів про нелюдське ставлення українців до військовополонених росіян».

### Дослідження з підтвердженням деталей події
13 травня 2022 р. журналісти французького видання «Le Monde» опублікували результати власного розслідування, згідно з яким події відбувалися ввечері 25 березня. Журналісти ідентифікували українських військовослужбовців батальйону «Слобожанщина» (насправді, розформованого 2015 року), зокрема командира Андрія Янголенка.
Один із людей на відео (солдат, який непритомніє) опізнаний матір'ю як 20-річний Іван Кудрявцев з Омської області. Міністерство оборони РФ 29 квітня 2022 року внесло його у списки зниклих безвісті.

## Реакції

### Від української влади
Головнокомандувач Збройних сил України Валерій Залужний назвав відео «постановочним» і звинуватив Росію у створенні його «для дискредитації українських сил».
Генеральна прокурор України Ірина Венедіктова зазначила, що слідство та кримінальне переслідування будуть проводитися, якщо докази будуть «достатньо вагомими».

### Від російської влади
Прессекретар президента РФ Дмитро Пєсков заявив, що відео містять «жахливі кадри» і мають бути розслідувані юристами.